# 望安支廳
望安支廳為台灣日治時期的行政區劃之一。該支廳隸屬澎湖廳。二戰後由中華民國政府改置望安區，為澎湖縣兩個縣轄區之一，至1950年廢。

## 簡介
1926年，澎湖郡从高雄州划出，改为澎湖厅，下设马公支厅、望安支厅，辖域为今澎湖县。望安支廳設於望安。望安支廳管轄望安庄、大嶼。轄域即今澎湖縣望安鄉、七美鄉等地。